# Reshui-Gräber
Die Reshui-Gräber (chinesisch 热水墓群, Pinyin Rèshuǐ mùqún, englisch Reshui Tombs/Reshui Cemetery) sind eine tang-zeitliche archäologische Gräber-Stätte in der Gemeinde Reshui des Kreises Dulan des Autonomen Bezirks Haixi der Mongolen und Tibeter der nordwestchinesischen Provinz Qinghai. Sie liegen an der Westseite des Reshuigou („Warmwassertales“). Es handelt sich um insgesamt über 2000 kleinere und größere Tubo (Tibeter)- und Tuyuhun (Murong Xianbei)-Gräber aus dem alten tibetischen Amdo aus dem 8. bis. 9. Jahrhundert. Besonders wertvoll sind die dort gefundenen Textilfragmente. Xu Xinguo, der Direktor des Forschungsinstituts für Kulturgüter und Archäologie der Provinz Qinghai hat sich um ihre Erforschung verdient gemacht.
Die Reshui-Gräber stehen seit 1996 auf der Liste der Denkmäler der Volksrepublik China (4-71).